# Biophytum lourteigiae
Biophytum lourteigiae är en harsyreväxtart som beskrevs av Aymard & P.E.Berry. Biophytum lourteigiae ingår i släktet Biophytum och familjen harsyreväxter. Inga underarter finns listade i Catalogue of Life.